# Liste der Stolpersteine in Tönisvorst

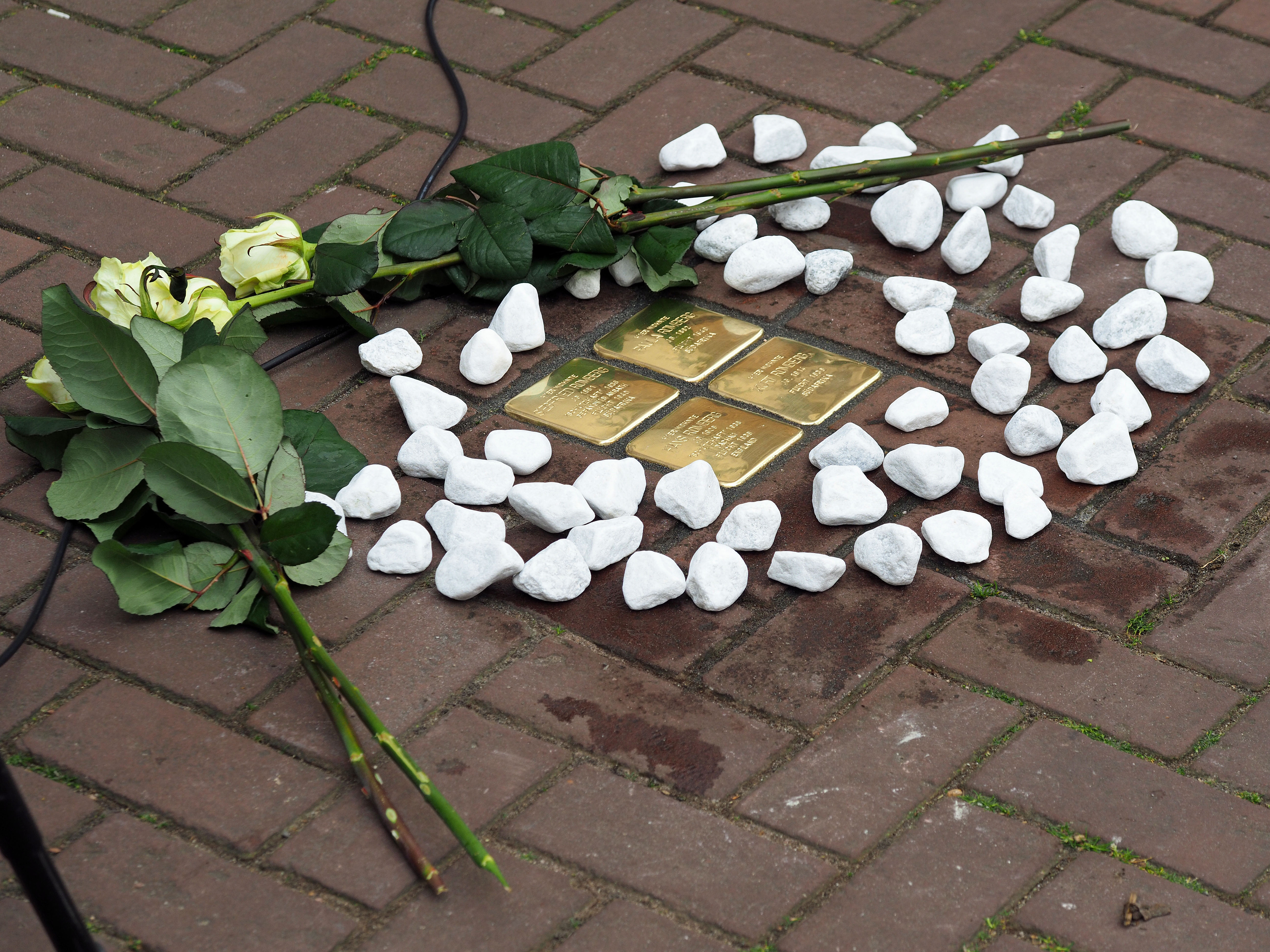
Stolperstein-Verlegung in Tönisvorst (Verlegung am 25. Mai 2019, Kaiserstraße 2)

Die Liste der Stolpersteine in Tönisvorst enthält alle Stolpersteine, die im Rahmen des gleichnamigen Projekts von Gunter Demnig in Tönisvorst verlegt wurden. Mit ihnen soll an Opfer des Nationalsozialismus erinnert werden, die in Tönisvorst lebten und wirkten.

## Verlegte Stolpersteine
- Karte mit allen Koordinaten:
- OSM |
- WikiMap

Hinweise zur Benutzung der Auflistung:
Die Liste führt die verlegten Stolpersteine auf, nennt Namen und Lebensdaten der Person, Ort und Datum der Verlegung, die auf dem Stein zu lesende Inschrift und zeigt jeweils ein Foto des beschriebenen Stolpersteins. Dazu führt die Liste Informationen zur Person auf sowie, in den Fußnoten, auch Informationen zu den genannten verwandten Personen.
- Die Liste ist teils sortierbar gestaltet. Die Sortierung nach dem Alphabet wird durch das Anklicken der beiden Dreiecke in den Spalten erreicht.
- Mit ♁ (Lage) oder der Weltkugel lassen sich die Koordinaten mit Kartendiensten anzeigen.
- Hochgestellte Zahlen im Text bedeuten einen Link: Hochgestellte Zahlen in eckigen Klammern verweisen auf einen Einzelnachweis (Beleg) für die Information.
- Blau hinterlegte Wörter sind als Links zu anderen Wikipediaartikeln oder auch als Links innerhalb dieser Liste hinterlegt.

### Verlegte Stolpersteine im Ortsteil St. Tönis
| Adresse          | Verlege- datum | Person, Inschrift | Bild | Anmerkung |
| ---------------- | -------------- | --- | ---- | --- |
| Hochstraße 37 ·  | 25. Mai 2019   | Hier wohnte Isaak Kaufmann Jg. 1858 Flucht 1938 Holland 1940 Argentinien                                                                           |      | Isaak Kaufmann wurde am 19.06.1858 als Sohn von Abraham Kaufmann und Sara Kaufmann, geb. Meyer in St. Tönis geboren, er hatte sieben Geschwister, bekannt ist Michael (*22.09.1862). Isaak war ledig, aus Beruf wird Kaufmann/Viehhändler angegeben. In der Pogromnacht wird sein Haus verwüstet, Isaak wird verletzt, kann aber durch St. Töniser Bürger vor dem Tod durch Verbrennung gerettet werden. Im Jahr 1938 floh er mit Hilfe eines Mitarbeiters in die Niederlande, 1940 emigrierte er nach Argentinien. |
| Hochstraße 65 ·  | 1. Aug. 2011   | Hier wohnte Michael Kaufmann Jg. 1862 Deportiert 1942 Theresienstadt Ermordet in Treblinka                                                         |      | Michael Abraham Kaufmann wurde am 22.09.1862 als Sohn von Abraham Kaufmann und Sara Kaufmann, geb. Meyer in St. Tönis (heute Tönisvorst) geboren. Am 25.07.1942 wurde er – mit seiner Ehefrau Henriette – ab Düsseldorf nach Theresienstadt, weiter am 21.09.1942 nach Treblinka deportiert und dort ermordet. |
| Hochstraße 65 ·  | 1. Aug. 2011   | Hier wohnte Henriette Kaufmann Geb. Fischbein Jg. 1868 Deportiert 1942 Theresienstadt Ermordet in Treblinka                                        |      | Henriette Fischbein wurde am 13.11.1868 in Erwitte geboren. Am 25.07.1942 wurde sie – mit ihrem Ehemann Michael – ab Düsseldorf nach Theresienstadt, weiter am 21.09.1942 nach Treblinka deportiert und dort ermordet. |
| Hochstraße 65 ·  | 1. Aug. 2011   | Hier wohnte Selma Fischbein Jg. 1893 Deportiert 1941 Ermordet in Minsk                                                                             |      | Selma Fischbein (später Eckstein) wurde am 22.04.1893 in Anröchte geboren. Sie verzog am 29.08.1941 nach Düsseldorf (strittig: Diese Quelle nennt hier Dortmund). Am 10.11.1941 wurde Selma ab Düsseldorf ins Ghetto Minsk deportiert, wo sie ermordet wurde. |
| Hochstraße 67 ·  | 1. Aug. 2011   | Hier wohnte Erich Falk Jg. 1905 Flucht 1936 Südamerika ???                                                                                         |      | Erich Falk wurde am 11.05.1905 als Sohn von Siegmund und Henriette Falk, geb. Gans geboren, am 15.06.1936 gelang ihm die Flucht nach Südamerika, dort verliert sich seine Spur. |
| Hochstraße 67 ·  | 1. Aug. 2011   | Hier wohnte Henriette Falk Geb. Gans Jg. 1876 Deportiert 1942 Theresienstadt befreit/überlebt                                                      |      | Henriette Gans wurde am 14.11.1876 geboren, sie heiratete Siegmund Falk, aus der Ehe gingen zwei Söhne hervor: Erich (* 1905) und Max (* 1908). Am 24.07.1942 wurde sie ab Aachen (strittig: Diese Quelle nennt hier Düsseldorf) mit dem Transport VII/2 Zug Da 71, No. 397 ins Ghetto Theresienstadt deportiert. Sie überlebte, wurde befreit und kehrte nach St. Tönis zurück. Sie verzog im Jahr 1953 nach Krefeld, wo sie am 07.07.1970 verstarb. |
| Hochstraße 67 ·  | 1. Aug. 2011   | Hier wohnte Max Falk Jg. 1908 Verhaftet 1938 Sachsenhausen Flucht 1938 Holland Interniert Westerbork Deportiert 1944 Ermordet 19.3.1945 Buchenwald |      | Max Falk wurde am 23.02.1908 in Sankt-Tönis, Rheinprovinz als Sohn von Siegmund und Henriette Falk, geb. Gans geboren. Im Jahr 1938 wurde er verhaftet und vom 21.06.1938 bis zum 20.10.1938 im KZ Sachsenhausen inhaftiert. Am 21.11.1938 gelang ihm die Flucht nach Holland mit dem Ziel Peru, nach dem Einmarsch der Nazis wurde er vom 20.03.1940 bis zum 04.09.1944 im Durchgangslager Westerbork interniert. Danach ging es am 05.09.1944 mit dem Transport XXIV/7, No. 166 in das Ghetto Theresienstadt, am 29.09.1944 mit dem Transport EI, No. 982 ins KZ Auschwitz und am 06.02.1945 ins KZ Buchenwald. Dort hatte er die Haftnummer „8690“ und wurde am 19.03.1945 im KZ Langenstein-Zwieberge ermordet. |
| Hochstraße 67 ·  | 1. Aug. 2011   | Hier wohnte Siegmund Falk Jg. 1869 Deportiert 1942 Theresienstadt befreit/überlebt                                                                 |      | Siegmund Falk wurde am 06.02.1869 in St. Tönis geboren, er war mit Henriette Gans verheiratet – sie hatten zwei Söhne: Erich (* 1905) und Max (* 1908). Im Jahr 1942 wurde er ins Ghetto Theresienstadt deportiert. Er überlebte, wurde befreit und kehrte nach St. Tönis zurück und starb dort am 15.10.1949. |
| Hochstraße 67 ·  | 1. Aug. 2011   | Hier wohnte Albrecht Marchand Jg. 1892 'Schutzhaft’ 1938 Dachau Deportiert 1941 Riga ???                                                           |      | Albrecht Marchand wurde am 09.04.1892 in Wesel geboren, er heiratete Ida Falk. Er wurde am 14.03.1934 nach Oberhausen abgemeldet. Nach einer „Schutzhaft“ in Dachau vom 17.11.1938 bis zum 12.01.1939 wurde er am 11.12.1941 über Düsseldorf ins Ghetto Riga deportiert – dort verliert sich seine Spur. |
| Hochstraße 67 ·  | 1. Aug. 2011   | Hier wohnte Ida Marchand Geb. Falk Jg. 1906 Deportiert 1941 Riga 1944 Stutthof ???                                                                 |      | Ida Falk wurde am 12.07.1910 in St. Tönis geboren. Sie war mit Albrecht Marchand verheiratet. Am 11.12.1941 wurde sie über Düsseldorf nach Riga deportiert und am 01.10.1944 nach Stutthof verbracht – dort verliert sich ihre Spur. |
| Kaiserstraße 2 · | 25. Mai 2019   | Hier wohnte Siegfried Romberg Jg. 1881 'Schutzhaft’ 1938 Gefängnis Anrath Flucht 1940 Südafrika                                                    |      | Siegfried Romberg wurde am 18.02.1881 in Diepholz geboren, als Beruf wird Kaufmann angegeben, ein Sohn ist bekannt: Hans. Nach einer Schutzhaft (1938) im KZ Dachau kann Siegfried am 09.03.1940 nach Johannesburg emigrieren. |
| Kaiserstraße 2 · | 25. Mai 2019   | Hier wohnte Paula Romberg Jg. 1882 Flucht 1940 Südafrika                                                                                           |      | Paula Romberg wurde am 21.02.1882 geboren. Sie kann am 09.03.1940 nach Johannesburg emigrieren. |
| Kaiserstraße 2 · | 25. Mai 2019   | Hier wohnte Hans Romberg Jg. 1909 'Schutzhaft’ 1938 Dachau Flucht 1939 England                                                                     |      | Hans Romberg wurde am 30.11.1909 als Sohn von Siegfried Romberg in Uelzen geboren, als Beruf wird Kaufmann angegeben. Hans besaß eine Krawattenfabrik in St. Tönis. Nach einer Schutzhaft (1938) im KZ Dachau kann Hans am 29.08.1939 nach London emigrieren. |
| Kaiserstraße 2 · | 25. Mai 2019   | Hier wohnte Kurt Romberg Jg. 1914 Flucht 1936 Südafrika                                                                                            |      | Kurt Romberg wurde am 17.02.1914 in St. Tönis geboren. 1936 konnte Kurt nach Johannesburg emigrieren, 1939 heiratete er Lotte Loewenberg (* 1914, † 2014), ein Kind ist bekannt. |
| Hochstraße 67 ·  | 15. Mai 2024   | Hier wohnte Heinrich Wolff Jg. 1874 Deportiert 1942 Theresienstadt 1942 Treblinka Ermordet                                                         |      | Heinrich Wolff wurde am 12.01.1874 als Sohn von Benjamin Wolff und seiner Ehefrau Karoline Wolff, geb. Löwenstein in Münstereifel geboren. Er heiratete Jenny Klein, zwei Töchter (Anna und Margarete Karoline (*10.11.1906 in St. Tönis, +19.09.1916 ebenda)) sind bekannt. Heinrich und Jenny wurden am 25.07.1942 ab Düsseldorf mit dem Transport VII/2, No. 969/970 ins Ghetto Theresienstadt verbracht. Von dort aus wurden sie am 19.09.1942 mit dem Transport Bs, No. 1082/1083 ins Vernichtungslager Treblinka deportiert, wo beide ermordet wurden. |
| Hochstraße 67 ·  | 15. Mai 2024   | Hier wohnte Jenny Wolff Geb. Klein Jg. 1878 Deportiert 1942 Theresienstadt 1942 Treblinka Ermordet                                                 |      | Jenny Klein wurde am 17.06.1878 als Tochter von Jakob Klein und seiner Ehefrau Netchen Klein, geb. Katz in Witten geboren. Sie heiratete Heinrich Wolff, zwei Töchter (Anna und Margarete Karoline) sind bekannt. Heinrich und Jenny wurden am 25.07.1942 ab Düsseldorf mit dem Transport VII/2, No. 969/970 ins Ghetto Theresienstadt verbracht. Von dort aus wurden sie am 19.09.1942 mit dem Transport Bs, No. 1082/1083 ins Vernichtungslager Treblinka deportiert, wo beide ermordet wurden. |
| Hochstraße 67 ·  | 15. Mai 2024   | Hier wohnte Anna Wolff Jg. 1911 Flucht 1939 England                                                                                                |      | Anna Wolff wurde am 03.02.1911 als Tochter von Heinrich Wolff und seiner Ehefrau Jenny Wolff, geb. Klein in St. Tönis geboren, eine Schwester (Margarete Karoline) ist bekannt. Anna heiratete am 16.07.1935 in St. Tönis Benjamin Wolff, Kinder sind nicht bekannt. Anna und Benjamin konnten 1939 nach England fliehen, Anna verstarb am 27.10.2000 in Denville, New Jersey. |
| Hochstraße 67 ·  | 15. Mai 2024   | Hier wohnte Benjamin Wolff Jg. 1901 Flucht 1939 England                                                                                            |      | Benjamin Wolff wurde am 29.06.1906 in Glehn geboren. Er heiratete am 16.07.1935 in St. Tönis Anna Wolff, Kinder sind nicht bekannt. Anna und Benjamin konnten 1939 nach England fliehen, Benjamin verstarb am 24.12.1983 in Daytona Beach. |
| Hochstraße 67 ·  | 15. Mai 2024   | Hier wohnte Berta Kramer Geb. Gansenheuser Jg. 1875 Deportiert 1942 Theresienstadt 1942 Treblinka Ermordet                                         |      | Berta Gansenheuser wurde am 04.04.1875 in Wunderthausen geboren, sie heiratete Oskar Kramer, Kinder sind nicht bekannt. Berta und Oskar wurden am 25.07.1942 mit dem Transport VII/2, No. 612/613 ins Ghetto Theresienstadt verbracht. Von dort aus wurden sie am 21.09.1942 mit dem Transport Bp, No. 1603/1604 ins Vernichtungslager Treblinka deportiert, wo beide ermordet wurden. |
| Hochstraße 67 ·  | 15. Mai 2024   | Hier wohnte Oskar Kramer Jg. 1874 Deportiert 1942 Theresienstadt 1942 Treblinka Ermordet                                                           |      | Oskar Kramer wurde am 18.11.1874 in Uerdingen geboren, er heiratete Berta Gansenheuser, Kinder sind nicht bekannt. Berta und Oskar wurden am 25.07.1942 mit dem Transport VII/2, No. 612/613 ins Ghetto Theresienstadt verbracht. Von dort aus wurden sie am 21.09.1942 mit dem Transport Bp, No. 1603/1604 ins Vernichtungslager Treblinka deportiert, wo beide ermordet wurden. |
| Hochstraße 67 ·  | 15. Mai 2024   | Hier wohnte Bernhard Rath Jg. 1849 Deportiert 1942 Theresienstadt Ermordet 17.1.1943                                                               |      | Bernhard Rath wurde am 22.12.1849 in Straelen geboren. Bernhard wurde am 25.07.1942 mit dem Transport VII/2, No. 800 ab Düsseldorf ins Ghetto Theresienstadt deportiert, wo er am 17.01.1943 ermordet wurde. |

### Verlegte Stolpersteine im Ortsteil Vorst
| Adresse                | Verlege- datum | Person, Inschrift | Bild | Anmerkung |
| ---------------------- | -------------- | --- | ---- | --- |
| Clevenstraße 7 ·       | 28. Feb. 2015  | Hier wohnte Alice Willner Jg. 1922 Flucht 1938 Argentinien                                                                                                 |      | Alice Willner wurde im Jahr 1922 als Tochter von Ernst und Berta Willner, geb. Harff geboren. Im Jahr 1938 gelang der Familie die Flucht nach Argentinien. |
| Clevenstraße 7 ·       | 28. Feb. 2015  | Hier wohnte Bertha Willner Geb. Harff Jg. 1901 Flucht 1938 Argentinien                                                                                     |      | Berta Harff wurde im Jahr 1901 geboren, sie heiratete Ernst Willner. Sie hatten zwei Kinder: Alice (* 1922) und Helmut (* 1923). Im Jahr 1938 gelang der Familie die Flucht nach Argentinien, dort verliert sich die Spur. |
| Clevenstraße 7 ·       | 28. Feb. 2015  | Hier wohnte Ernst Willner Jg. 1889 Flucht 1938 Argentinien                                                                                                 |      | Ernst Willner wurde im Jahr 1889 geboren, Schuhhändler aus Vorst. Er heiratete Berta Harff, sie hatten zwei Kinder: Alice (* 1922) und Helmut (* 1923). Im Jahr 1938 gelang der Familie die Flucht nach Argentinien, dort verliert sich die Spur. |
| Clevenstraße 7 ·       | 28. Feb. 2015  | Hier wohnte Helmut Willner Jg. 1923 Flucht 1938 Argentinien                                                                                                |      | Helmut Willner wurde im Jahr 1923 als Sohn von Ernst und Berta Willner, geb. Harff geboren. Im Jahr 1938 gelang der Familie die Flucht nach Argentinien. |
| Clevenstraße 17 ·      | 10. Dez. 2013  | Hier wohnte Benjamin Horn Jg. 1855 Gedemütigt/Entrechtet Tot 16.4.1941                                                                                     |      | Benjamin Horn wurde 1855 geboren und war mit Elfriede Schreiber verheiratet. Sie hatten vier Söhne: Carl (* 1892), Max (*07.02.1897 – nach Köln verzogen), Joseph (* 1898) und Paul (*27.12.1893 – nach Köln verzogen). Er war im Vorstand der Synagogengemeinschaft, Mitgründer der Vorster Feuerwehr, weiterhin im Turnverein und in der Kegelgesellschaft aktiv. Nach der Zerstörung seiner Metzgerei in der Kristallnacht starb er kurz vor seiner bevorstehenden Deportation am 16.04.1941. |
| Clevenstraße 17 ·      | 10. Dez. 2013  | Hier wohnte Carl Horn Jg. 1892 Flucht 1939 Ecuador Überlebt                                                                                                |      | Carl Horn (in einer anderen Quelle (PDF; 138 kB) „Karl“ genannt) wurde 1892 als Sohn von Benjamin und Elfriede Horn, geb. Schreiber geboren. Im Juli 1939 gelang ihm mit einigen Familienmitgliedern die Flucht nach Guayaquil, Ecuador, die Familie ließ sich in Ambato nieder, wo er eine Metzgerei eröffnete. Im Jahr 1946 verließen Carl und seine Frau Irene Horn, geb. Eckstein und ihre beiden Söhnen Walter (* 1922) und Werner (* 1926) Ecuador und ließen sie sich in Seattle nieder. |
| Clevenstraße 17 ·      | 10. Dez. 2013  | Hier wohnte Elfriede Horn Geb. Schreiber Jg. 1858 Deportiert 1942 Theresienstadt Ermordet 18.10.1942                                                       |      | Elfriede Horn, geb. Schreiber wurde am 04.12.1858 in Oelde geboren. Sie war mit Benjamin Horn verheiratet und hatte vier Söhne: Carl (* 1892), Max (*07.02.1897 – nach Köln verzogen), Joseph (* 1898) und Paul (*27.12.1893 – nach Köln verzogen). Ihre letzte Wohnadresse war in Vorst, sie wurde mit dem Transport VII/2, nr. 542 am 25.07.1942 von Düsseldorf ins Ghetto Theresienstadt deportiert und dort am 18.10.1942 ermordet. |
| Clevenstraße 17 ·      | 10. Dez. 2013  | Hier wohnte Irene Horn Geb. Eckstein Jg. 1901 Flucht 1939 Ecuador Überlebt                                                                                 |      | Irene Eckstein wurde am 20.09.1901 geboren und war mit Carl Horn verheiratet. Sie hatten zwei Söhne: Walter (* 1922) und Werner (* 1926). Im Juli 1939 gelang ihr mit einigen Familienmitgliedern die Flucht nach Guayaquil, Ecuador, die Familie ließ sich in Ambato nieder. Im Jahr 1946 verließen sie mit ihrem Ehemann und den beiden Söhnen Ecuador und ließen sie sich in Seattle nieder, wo sie im März 1977 verstarb. |
| Clevenstraße 17 ·      | 10. Dez. 2013  | Hier wohnte Joseph Horn Jg. 1898 'Schutzhaft’ 1938 Dachau Flucht 1939 Neuseeland Überlebt                                                                  |      | Joseph „Joe“ Horn wurde am 04.11.1898 als Sohn von Benjamin und Elfriede Horn, geb. Schreiber in Vorst geboren. Er heiratete Martha Hirsch, nach einer „Schutzhaft“ im KZ Dachau (1938) gelang ihm 1939 die Flucht nach Neuseeland. Joseph starb am 28.02.1987 in Dunedin. |
| Clevenstraße 17 ·      | 10. Dez. 2013  | Hier wohnte Martha Horn Geb. Hirsch Jg. 1908 Flucht 1939 Neuseeland Überlebt                                                                               |      | Martha Hirsch wurde am 04.05.1905 in Kempen als älteste Tochter von Isidor Hirsch und seiner Ehefrau Johanna Kaufmann geboren. Sie verbrachte ein Jahr auf der Höheren Webschule Crefeld (eine Vorläufer-Einrichtungen der Hochschule Niederrhein), arbeitete dann – mit ihrer Freundin Erna Servos – im jüdischen Kinderheim in Köln. Am 18.03.1939 heiratete sie Joseph Horn aus Vorst, mit dem sie 1939 nach Dunedin/Neuseeland auswandern konnte. Martha starb am 18.10.2005 in Auckland. Für Martha wurde m 24.11.2016 ein Stolperstein im Kempen verlegt. |
| Clevenstraße 17 ·      | 10. Dez. 2013  | Hier wohnte Walter Horn Jg. 1922 'Schutzhaft’ 1938 Dachau Flucht 1939 Ecuador Überlebt                                                                     |      | Walter Horn wurde am 17.01.1922 in Vorst als Sohn von Carl und Irene Horn, geb. Eckstein geboren. Er wurde am 16.11.1938 in Dachau in „Schutzhaft“ genommen und am 17.01.1939 entlassen. Im Juni 1938 gelang ihm mit einigen Familienmitgliedern die Flucht nach Ecuador, wo es 1946 weiter nach Seattle, USA ging. Walter Horn starb am 30.04.1999 in Glen Ellen, USA. |
| Clevenstraße 17 ·      | 10. Dez. 2013  | Hier wohnte Werner Horn Jg. 1926 Flucht 1939 Ecuador Überlebt                                                                                              |      | Werner Horn wurde am 02.09.1926 als Sohn von Carl und Irene Horn, geb. Eckstein in Vorst geboren. Im Juni 1938 gelang ihm mit einigen Familienmitgliedern die Flucht nach Ecuador, wo es 1946 weiter nach Seattle, USA ging. Werner verstarb am 26.04.2003 in Seattle. |
| Dellstraße 17 ·        | 28. Feb. 2015  | Hier wohnte Johannes Bossinger Jg. 1896 Im Widerstand/KPD Verhaftet 1933 Gefängnis Anrath Entlassen 1934 Überlebt                                          |      | Johannes Bossinger war ein KPD-Funktionär aus Vorst, der 1933 verhaftet wurde. Er saß ein Jahr in Anrath im Gefängnis, ohne Anklage, ohne Prozess, 1934 wurde er entlassen. Von den Grausamkeiten der Nationalsozialisten hat er sich nie erholt, seinen Willen und seine politische Überzeugung konnte aber nicht gebrochen werden. Nach dem Ende des Krieges engagierte sich wieder in der Gewerkschaft und im neuen Vorster Gemeinderat. |
| Lindenallee 23 ·       | 10. Dez. 2013  | Hier wohnte Julia Horn Jg. 1860 Deportiert 1942 Theresienstadt Ermordet 27.8.1942                                                                          |      | Julia Horn wurde am 25.04.1860 in Vorst geboren. Ihre letzte Wohnadresse war Vorst, sie wurde am 25.07.1942 mit dem Transport VII/2, nr. 544 über Düsseldorf nach Theresienstadt deportiert und dort am 27.08.1942 ermordet. |
| Lindenallee 23 ·       | 10. Dez. 2013  | Hier wohnte Berta Rosenberg Geb. Horn Jg. 1857 Deportiert 1942 Theresienstadt Ermordet 23.1.1943                                                           |      | Berta Rosenberg, geb. Horn wurde am 25.03.1857 in Vorst geboren. Ihr letzter Wohnort war Vorst, sie wurde am 25.07.1942 im Transport VII/2, nr. 810 über Düsseldorf nach Theresienstadt deportiert, wo sie am 23.01.1943 ermordet wurde. |
| Lindenallee 23 ·       | 10. Dez. 2013  | Hier wohnte Martha Rosenberg Jg. 1897 Deportiert 1941 Riga Ermordet Jan. 1942                                                                              |      | Martha Rosenberg wurde am 09.11.1897 in Düsseldorf geboren, sie am 11.12.1941 nach Riga deportiert und dort im Januar 1942 ermordet. |
| Markt 7 ·              | 28. Feb. 2015  | Hier predigte 19.4.1942 Kaplan Theodor Kniebeler Jg. 1909 Verurteilt 1943 'Kanzelmissbrauch' Urteil Ausgesetzt Zur 'Frontbewährung' Verwundet Tot 2.4.1944 |      | Kaplan Theodor Kniebeler wurde am 28.8.1909 als Sohn des Ehepaares Franz Kniebeler und Helene, geb. Crombach in Eschweiler geboren. Am 26.07.1936 wurde er in Aachen zum Priester geweiht. Er war als Kaplan in Obermaubach und Vorst tätig. Im April 1940 protestierte er in einer Predigt gegen eine Filmveranstaltung einer Gaufilmstelle am Weißen Sonntag. Im Dezember 1940 wurde er zum Kriegsdienst eingezogen. Ab August 1941 war er an der Ostfront als Kriegspfarrer und später als Sanitäter eingesetzt. Am 19. April 1942 hielt er während eines Heimaturlaubs in Vorst zwei Predigten. In beiden berichtete von seinen Fronterfahrungen, z. B. davon, dass die SS mit Waffengewalt Klöster stürme, wozu kein besonderer Mut gehöre. Er sagte: „Diese Leute sollten ihren Mut besser draußen an der Front unter Beweis stellen.“ Er wurde wegen Wehrkraftzersetzung und wegen Kanzelmissbrauch angeklagt; das Schlussverfahren war am 20. Januar 1943 vor dem Reichsgericht. Ihm drohte die Todesstrafe. Er wurde zu einer Gefängnisstrafe verurteilt, bald aber „zur Bewährung“ als Soldat an die Ostfront geschickt und dort in vorderster Front eingesetzt. Er wurde am 13. März 1944 schwer verwundet (Bauchschuss), starb am 2. April 1944 in einem Militär-Lazarett in Ostpreußen und wurde auf dem Friedhof Suwałki (damals Sudauen) bestattet. |
| St. Töniser Straße 6 · | 28. Feb. 2015  | Hier wohnte Adele Willner Geb. Kaufmann Jg. 1897 Flucht 1938 Argentinien                                                                                   |      | Adele Kaufmann wurde am 31.07.1897 geboren, sie heiratete Leo Willner. Sie hatten zwei Kinder: Trude (* 1921) und Benno (* 1925). Die Familie floh 1938 noch rechtzeitig nach Argentinien, lebten in Buenos Aires. |
| St. Töniser Straße 6 · | 28. Feb. 2015  | Hier wohnte Benno Willner Jg. 1925 Flucht 1938 Argentinien                                                                                                 |      | Benno Willner wurde im Jahr 1925 als Sohn von Leo und Adele Willner, geb. Kaufmann geboren. Die Familie floh 1938 noch rechtzeitig nach Argentinien, lebten in Buenos Aires. |
| St. Töniser Straße 6 · | 28. Feb. 2015  | Hier wohnte Leo Willner Jg. 1886 Flucht 1938 Argentinien                                                                                                   |      | Leo Willner arbeitete als Viehhändler, war Mitglied im Turnverein und bei der Freiwilligen Feuerwehr. Er und seine Familie (Ehefrau Adele, die Kinder Trude (* 1921) und Benno (* 1925)) flohen dann noch rechtzeitig nach Argentinien, lebten in Buenos Aires. |
| St. Töniser Straße 6 · | 28. Feb. 2015  | Hier wohnte Trude Willner Jg. 1921 Flucht 1938 Argentinien                                                                                                 |      | Trude Willner wurde im Jahr 1921 als Tochter von Leo und Adele Willner, geb. Kaufmann geboren. Die Familie floh 1938 noch rechtzeitig nach Argentinien, lebten in Buenos Aires. |
| Steinpfad 4 ·          | 28. Feb. 2015  | Hier wohnte Hermann Katz Jg. 1858 Opfer des Pogroms Misshandelt Tot an den Folgen 6.2.1939                                                                 |      | Hermann Katz wurde 1858 geboren, Textilwarenhändler aus Vorst. Bei der Pogromnacht 1938 wurde er von SA- und SS-Männern verprügelt und eine Treppe heruntergestoßen. Er wurde derart schwer verletzt, dass er am 06.02.1939 an den Folgen der Misshandlungen verstarb. |
| Vossenhütte 16 ·       | 28. Feb. 2015  | Hier wohnte Josef Vogel Jg. 1918 Seit 14.10.1943 Mehrere Heilanstalten ‘Verlegt’ 1944 Meseritz-Obrawalde Ermordet 5.6.1944                                 |      | Josef Vogel wurde am 7. März 1918 in Vorst als Sohn von Alois und Gertrud Vogel, geb. Esser geboren. Er litt wahrscheinlich an Epilepsie und sei am 14. Oktober 1943 in das Alexianer-Kloster nach Krefeld gebracht und von dort aus in das Lager Meseritz Orawalde bei Posen. Dort soll er am 5. Juni 1944 ermordet worden sein. |